# Zuzana Černínová z Harasova
Zuzana Černínová, rozená Homutová z Harasova, také známá jako Zuzana Černínová z Chudenic (25. září 1600 – 22. února 1654 Radenín) byla česká šlechtična, manželka Jana Černína z Chudenic, matka Humprechta Jana Černína a Alžběty (Elišky) Myslíkovny z Chudenic, druhé manželky Zikmunda Jana Myslíka z Hyršova.
Od druhé poloviny 19. století se začala těšit oblibě její korespondence se synem a s dcerou, která se zachovala v dosti rozsáhlé podobě. Poprvé vydal korespondenci František Dvorský, v roce 1941 potom Zdeněk Kalista.
Francouzský historik Ernest Denis ve svém díle La Bohême depuis la montagne blanche (Čechy po Bílé hoře) uvedl, že dochované dopisy Zuzany Černínové jsou pro poznání doby, ve které žila, "pramenem nekonečně vzácným". Ladislav Stroupežnický učinil ze Zuzany Černínové hlavní postavu své divadelní hry o jednom jednání Sirotčí peníze, ve které hrdinka vítězí nad švédským žoldákem, který se chtěl zmocnit sirotčích peněz.

## Život
Narodila se rožmberskému regentovi Jiříkovi Homutovi z Harasova a Alžbětě rodem z Cimburka s hlavním sídlem na Choustníku. Roku 1621 si vzala Jana Černína z Chudenic (1597–1642), syna Humprechta Černína (1570–1632). Jan byl spíš, jak ho charakterizoval Kalista na základě korespondence jeho manželky, „melancholiophlegmatik“, ovšem Zuzana vystupuje z korespondence jako rázná hospodářka na Choustníku (ten získala z otcovského dědictví, později získala i zbytek odkazu, tedy Radenín, který původně připadl její předčasně zemřelé sestře). Po otci Černínovi rodina zdědila Mitrovice. Důležité potom bylo, že si Zuzanina syna Humprechta Jana vybral za dědice bohatý strýc Jana Heřman Černín z Chudenic.
Zuzana zemřela 22. února 1654 v Radeníně a pohřbena byla v tamním kostele svaté Markéty.